# Kambo göl
Kambo göl är en sjö i Hylte kommun i Småland och ingår i Nissans huvudavrinningsområde.